# J.B. Bickerstaff
John-Blair „J.B.” Bickerstaff (ur. 10 marca 1979 w Denver) – amerykański koszykarz, występujący na pozycjach rzucającego obrońcy lub niskiego skrzydłowego, po zakończeniu akademickiej kariery zawodniczej – trener koszykarski.
Został trenerem koszykarskim, tak jak jego ojciec Bernie, który został najmłodszym asystentem trenera, kiedy dołączył do sztabu trenerskiego NBA w wieku 29 lat (1973).